# Fêtes historiques de Vannes
Les fêtes historiques de Vannes est un festival retraçant les grandes périodes historiques de la cité morbihannaise. Les fêtes se déroulent sur deux jours au mois de juillet (format actuel : 13 et 14 juillet) et cela tous les ans depuis 1986. L'événement est l'occasion de commémorer les périodes importantes de l'histoire vannetaise en mettant à l'honneur des personnages et des faits qui ont marqué la vie de la ville. C'est aussi le lieu d'animations médiévales : joutes, baladins, concerts…

## Édition 2007
Les 22e Fêtes historiques de Vannes eurent lieu du 12 au 14 juillet 2007. Le thème de cette édition de 2007 porte sur 1862-1900 : Une fin de siècle éclatante et retrace l'arrivée du chemin de fer à Vannes ainsi que l'essor économique de cette fin de XIXe siècle. 

## Édition 2008
Les 23e Fêtes historiques eurent lieu le 12, 13 et 14 juillet 2008 et commémorent le passage en 1505 d'Anne de Bretagne et les festivités qui s'ensuivirent.

## Édition 2009
En 2009, alors que jusqu'en 2008, les fêtes historiques ne traitaient qu'un évènement par édition, quatre périodes de l'histoire vannetaise sont mises à l'honneur : 
- La prise de Vannes par Waroch en 578 qui marque sa domination sur le Vannetais ;
- La naissance de Jean V Le sage en 1387 au château de l'Hermine qui fera de Vannes la capitale de son duché ;
- La signature par Louis XIV en 1697 qui autorise l'utilisation des pierres du château de l'Hermine pour bâtir les quais du port ;
- La nomination du général Jullien par Napoléon Bonaparte en juillet 1801 en tant que préfet du Morbihan.

## Édition 2010
La 25e édition des Fêtes historiques s'est tenue du 12 au 14 juillet 2010. Le thème de cette année était la visite de François Ier, roi de France, et son épouse Claude, duchesse de Bretagne, dans la ville en 1518.

## Édition 2011
Cette 26e édition s'est déroulée les 12, 13 et 14 juillet 2011. Les organisateurs ont choisi de revenir sur l'année 1455. Le mariage de Marguerite de Bretagne, fille de l'ancien duc François Ier, et de François d'Étampes a eu lieu en cette année à Vannes.

## Édition 2012
La 27e édition célèbre l'année 1531, nomination d'Antonio Pucci comme évêque de Vannes. Elle s'est tenue les vendredi 13 et samedi 14 juillet 2012.

## Édition 2013
L'année 1203 est mise à l'honneur pour cette 28e édition, qui se déroule du 12 au 14 juillet. Elle commémore la tenue des premiers États de Bretagne dans la ville.

## Édition 2014
Pour la première fois, les fêtes historiques ne mettent pas à l'honneur une année ou une période historique, mais une personnalité de l'histoire de Bretagne. Ce sont en effet « Les grandes heures d'Anne de Bretagne » que les organisateurs ont choisi de célébrer pour une édition plus longue que les précédentes, du 10 au 14 juillet 2014.

## Édition 2015
Comme l'année précédente, la 30e édition est dédiée à un personnage historique : Jean IV le Conquéreur, duc de Bretagne à la fin du XIVe siècle. Cette édition s'est déroulée les 13 et 14 juillet 2015.

## Édition 2016
La 31e édition, qui prend place les 13 et 14 juillet 2016, est consacrée aux années 1858 et 1865 qui voient la visite de Napoléon III en ville.

## Édition 2017
La 32e édition se déroule les 13 et 14 juillet 2017. Elle a pour thème la Belle Époque.

## Édition 2018
La visite d'Henriette d'Angleterre, fuyant la guerre civile anglaise, à Vannes en 1644 est le thème de cette 33e édition, tenue les 13 et 14 juillet 2017.

## Édition 2019
La 34e édition a pour thème directeur la tenue des États de Bretagne convoqués par Charles VIII à Vannes en 1491. Elle s'est déroulée les 13 et 14 juillet 2019.